# Горни Пасарел
Вижте пояснителната страница за други значения на Пасарел.
Горни Пасарел е бивше село в Софийски окръг (сега Област София). Залято е заедно със съседните села Калково и Шишманово от водите на яз. Искър, при завиряването му в периода 1950-54 г. Жителите му са разселени в околните села, Самоков, София и плевенското село Победа. При избухването на Балканската война 2 души от Горни Пасарел са доброволци в Македоно-одринското опълчение. С указ от 1960 г., тези три села, дотогава в община Самоков са присъединени към територията на Столичната община като прилежащи към язовира.

## Галерия
- Снимки от Горни Пасарел. Източник: ДА „Архиви“